# Lindehøj Sogn
Lindehøj Sogn er et sogn i Gladsaxe-Herlev Provsti (Helsingør Stift). Sognet ligger i Herlev Kommune; indtil Kommunalreformen i 1970 lå det i Sokkelund Herred (Københavns Amt). I Lindehøj Sogn ligger Lindehøj Kirke og Birkholm Kirkesal.
I Lindehøj Sogn findes følgende autoriserede stednavne:
- Egebjerg (by)
- Herlev (by)
- Hjortespring (bydel)
- Kagså (bæk)